# نيكولا بوريتش
نيكولا بوريتش هو لاعب كرة قدم كرواتي في مركز الهجوم، ولد في 1 أكتوبر 1996 في زغرب في كرواتيا.

## وصلات خارجية
- نيكولا بوريتش على موقع قاعدة بيانات كرة القدم.إي يو (الإنجليزية)
- نيكولا بوريتش على موقع Soccerway.com (الإنجليزية)
- نيكولا بوريتش على موقع عالم كرة القدم.نت (الإنجليزية)